# China Mobile
China Mobile Communications Corporation (xinès: 中国移动通信, Hanyu Pinyin: Zhōngguó Yídòng Tōngxìn) (NYSE CHL), també coneguda com a China Mobile o CMCC, és el major operador de telefonia mòbil de la Xina i del món per quantitat d'abonats. La seva xarxa està basada en l'estàndard europeu GSM. El febrer de 2008 tenia més de 280 milions d'abonats i actualment creix a un ritme de 3 milions d'abonats al mes. Per les seves vendes és segon darrere de Vodafone, que és propietari del 3,3% de China Mobile. China Mobile és la cinquena marca a nivell mundial per la seva capital segons l'avaluació de BrandZ.
L'empresa és propietat de la República Popular Xina, i va ser creada el 1997 a partir de la llavors empresa monopólica China Telecom, actualment posseeix un 67,5% del mercat de comunicacions mòbils a la Xina continental. China Mobile també és propietària de Paktel al Pakistan.